# Ma chance
Ma chance est le premier single du cinquième album de la chanteuse Amel Bent. Le single est sorti en octobre 2012 au même moment que sa participation a l'émission Danse avec les stars. La chanson lui a valu une nomination au NRJ Music Awards 2013 dans la catégorie Artiste féminine francophone de l'année aux côtés de Jenifer, Shy'm et Nolwenn Leroy.

## Clip vidéo
Le clip relate des photos de son enfance et la vidéo de son casting pour la Nouvelle Star. Le clip a été tourné dans un studio français situé à Paris.